# غیبت مهدی
غیبت در اسلام شیعه یعنی اعتقاد به این که منجی آخرالزمان، یا مهدی، که مردی از نسل محمد پیامبر اسلام است، متولد شده‌است و سپس از نظرها پنهان شده و روزی با عیسی باز خواهد گشت و جهان را از عدالت و صلح پر خواهد کرد. 
برخی از فرقه‌های شیعی، چون اسماعیلیان نزاری و زیدیه به غیبت اعتقاد ندارند و معتقدند امام باید حاضر و دردسترس باشد و مردم را راهنمایی کند.
مذاهبی که به غیبت اعتقاد دارند، بر سر زنجیرهٔ جانشینی امامت و نام و مشخصات امام غایب هم‌عقیده نیستند. بزرگترین شاخهٔ تشیع، او را حجت بن الحسن المهدی، امام دوازدهم می‌دانند. امام غایب همچنین «امام عصر» یا «امام زمان» هم خوانده می‌شود و از دید مؤمنان، مرجعیت جامعهٔ شیعه و حفظ و هدایت فرد شیعه و جامعهٔ تشیع را به عهده دارد.

## شیعهٔ دوازده‌امامی
بنا به باور شیعیان دوازده امامی، امام دوازدهم شیعه، حجت بن الحسن، زنده است اما در نهان زندگی می‌کند. این باور به نام غیبت امام زمان یا نهان‌زیستی او معروف است.
در ادبیات تشیع دو نوع پنهان شدن و غیبت از نظرها وجود دارد:
- غیبت صغرا (نهان‌زیستی کوتاه)
- غیبت کبرا (نهان‌زیستی بلند)

### غیبت صغرا
غیبت صغرا (۸۷۴-۹۴۰م) (۲۶۰-۳۲۹ق) یا نهان‌زیستی کوتاه بنابر آموزه‌های شیعی دورانی است که در آن حجت بن الحسن زندگانی پنهان و فقط از طریق نمایندگان چهارگانه خود با شیعیان ارتباط داشته‌است. 
پیشوای یازدهم شیعیان، مدت شش ساله امامت خود را در خفا و تقیه زندگی می‌کرد؛ زیرا خلیفه وقت، معتمد عباسی، ارتباطات امام را محدود کرده بود و از طریق جاسوسان خود، حجت بن الحسن را به‌شدت زیر نظر داشت. از این رو، بیشتر شیعیان از تماس با امام محروم بودند و صرفاً برگزیدگانی از شیعیان می‌توانستند شخصاً با او در تماس باشند. حسن عسکری سرانجام در سال ۲۶۰ق/ ۸۷۴م شهید شد.
از دیدگاه امامیه مجموعه امامان با امام دوازدهم خاتمه می‌یابد. بنابر منابع کهن امامیه، پیشوای یازدهم شیعیان امام مهدی فرزند خویش را به صورت علنی به امامت بعد از خود منصوب نکرد؛ بلکه به اشاره و تنها به برخی خواص او را معرفی کرد. خلیفه معتمد وقت، در جستجوی فرزند پیشوای یازدهم شیعیان بود و می‌کوشید تا او را بیابد و دستگیر کند. باورهای شیعیان دربارهٔ حجت بن الحسن در سطح جامعه مشهور و مطرح بود؛ از جمله آنکه آنان در انتظار قیام او هستند. از این رو، پیشوای یازدهم شیعیان فرزند خویش را پنهان می‌ساخت و تنها برخی از خواص توانستند فرزند امام را ببینند.
در منابع روایی امامیه نام و گواهی بسیاری از شیعیان که فرزند پیشوای یازدهم شیعیان را به چشم خود دیده‌اند، ثبت و ضبط شده‌است. بنابر روایتی منسوب به محمد بن عثمان، سفیر دوم پیشوای دوازدهم، حسن عسکری چهل نفر از پیروان مورد اعتماد خود را گرد هم آورد و فرزندش را به آن‌ها نشان داد.
پس از کشته شدن پیشوای یازدهم شیعیان در سال ۲۶۰ق. فرزندش مهدی بر پیکرش نماز گزارد و از آن روز غیبت صغرا آغاز شد و تا سال ۳۲۹ق. ادامه یافت. برخی منابع این دوره را «غیبت صغیره» و برخی دیگر «غیبت صغرا» خوانده‌اند.

#### مهم‌ترین علل باور به غیبت صغرا
بنابر منابع روایی شیعی، پیشوای یازدهم شیعیان پس از تولد فرزندش مهدی کوشید تا او را از خطرات امنیتی که از ناحیه عباسیان متوجه او بود، محفوظ بدارد. محدودیت‌های سیاسی و اجتماعی و خطرات امنیتی از زمان مأمون رو به افزایش نهاده بود. از این رو پیشوای یازدهم شیعیان نتوانست آشکارا خبر ولادت فرزند خود را منتشر سازد و تنها شماری از شیعیان نزدیک به خود مانند ابوهاشم جعفری و احمد بن اسحاق و خواهرانش حکیمه و خدیجه را مطلع ساخت.

#### چگونگی ارتباط امام با شیعیان در دوران غیبت
شرایط بحرانی که پیشوایان شیعه در زمان عباسیان با آن روبه رو شدند، حجت بن الحسن را واداشت تا ابزار جدیدی را برای ارتباطات با شیعیان و اعضای جامعه خود جستجو کنند. متون شیعه امامیه حاکی از آن است که پیشوای ششم شیعیان، نخستین امامی است که نظام زیرزمینی ارتباطات (التنظیم- السری) را در جامعه خود به کار گرفت در زمان پیشوای یازدهم شیعیان نیز آن امام از طریق وکلای خود با شیعیان در ارتباط بود.

#### نواب اربعه چه کسانی بودند؟
شیعیان دوازده امامی عقیده دارند در این مدت چهار نفر نائب خاص محمد بن الحسن بوده‌اند و شیعیان از طریق آن‌ها با امام در ارتباط بوده سوال می‌کرده‌ و وجوهات شرعی(خمس) را پرداخت مینمودند.
عثمان ابن سعید (متوفی ۲۶۷ ق -۸۸۰میلادی) بلافاصله پس از مرگ حسن عسکری در سال ۲۶۰ (۸۷۴ میلادی)  ادعا کرد که حسن عسکری پسری خردسال به نام محمد دارد که به دلیل تهدید عباسیان به جانش مخفی است و او به نمایندگی از فرزند امام یازدهم منصوب شده است. وی بین ۵ تا ۷ سال (تا ۸۷۹میلادی یا ۸۸۱ میلادی) نایب بود. 
محمد بن عثمان (متوفی ۳۰۵ق -۹۲۰م) بعد از مرگ پدرش عثمان مدعی شد که نامه تسلیتی از امام غایب دریافت کرده و به نیابت امام دوازدهم شیعیان منصوب شده است.وی حدود چهل سال تا زمان مرگ (۳۰۵ق -۹۲۰م) در این مسند باقی ماند.
حسین ابن روح نوبختی (فوت ۳۲۶ ق -۹۳۷ م) به سفارش محمد ابن عثمان پس از مرگ جانشین او شد. و تا ۲۰ سال (تا ۳۲۶ ق -۹۳۷ میلادی) در این مسند باقی ماند.وی از خانواده نوبختی بود و با ابوسهل نوبختی ارتباط داشت که در تبیین کلام دوازده امامی نقش مهمی دارد. 
علی ابن محمد سمری (فوت ۳۲۹ ق -۹۴۱ م) پس از مرگ حسین ابن روح جانشین او شد و سه سال نیابت کرد. وی شش روز قبل از مرگ نامه ای از امام غایب دریافت کرد که مرگ او را پیش بینی کرده و اعلام کرده بود به غیبت کبری میرود تا زمانی که خداوند به او اجازه بازگشت بدهد. وی حدود ۳ سال نایب بود. 
وظیفه این سفیران، اجرای وظایف مشخصی بود که پیش از این توسط امامان انجام می‌گرفت، تا آنان را از فشار سیاسی عباسیان مصون دارند. پدران حجت بن الحسن تا زمان مأمون از این فشارها در رنج بودند، به ویژه چون اعتقاد عموم امامیه این بود که پیشوای دوازدهم کسی است که حکومت‌ها را (ستمکاران را با نیروی مسلحانه) سرنگون می‌سازد
از دیگر وظایف نمایندگان چهارگانه این بود که نام و محل زندگی امام را نه تنها از دشمنان، بلکه از شیعیان نیز مخفی دارند. در عین حال بر سفیر لازم می‌آید که وجود امام را برای هواداران مورد اعتماد حضرتش به اثبات رساند.

### غیبت کبرا
شیعیان دوازده امامی عقیده دارند که پس از درگذشت علی بن محمد سمری در ۳۲۹ ق -۹۴۱ م  غیبت صغرا که ٦٩ سال طول کشید به پایان رسید و غیبت کبرا یا نهان‌زیستی بلندمدت آغاز گردید.
امام جعفر صادق (ع): پس هنگامی که عذاب بر بنی اسرائیل طولانی شد، به درگاه خدا چهل روز ناله و گریه کردند پس خداوند به موسی و هارون وحی کرد و امر نمود که آن‌ها را از فرعون نجات بدهند پس ۱۷۰ سال باقی‌مانده از ۴۰۰ سال عذاب را بر آنان بخشید. او گفت: شما شیعیان هم این گونه هستید. اگر همان کاری را بکنید که بنی اسرائیل کردند خدا حتماً فرج ما را می‌رساند. اما اگر چنین کاری نکنید، این امر تا پایانش ادامه خواهد داشت. (تفسیر عیاشی، ج ۲، ص ۱۵۴)
یرِیدُونَ لِیطْفِؤُا نُورَ الله بِأَفْواهِهِمْ وَاللهُ مُتِمُّ نُورِهِ وَلَوْ کرِهَ الْکافِرُونَ﴾ (الصف: ۸)
(می‌خواهند نور خدا را با دهانهاشان (فوت) خاموش سازند وخداوند تمام کنندهٔ نور خود است؛ هر چند کافران را ناخوش آید).

## اسماعیلیه

### مستعلیه
به باور اسماعیلیه طیبی، در دوران غیبت امام بیست و یکمین طیب ابو القاسم، مقامِ داعی مطلق با او در ارتباط است. شاخه‌های مختلف شیعیان مستعلی دربارهٔ این که داعی مطلق فعلی چه کسی است نظرات متفاوت دارند.

### نزاریه
پیروان اسماعیلیه نزاری اعتقادی به غیبت ندارند و معتقد اند که آقاخان چهارم امام حاضر است و او را امام ۴۹م و امام عصر می‌خوانند. آنها معتقدند که مقام امام عصر هیچ فرقی با مقام علی امام اول ندارد؛ وی نزاریان را در امور دنیوی و معنوی هدایت و رهبری می‌کند.

## دروز
دروزیان معتقدند که امام الحاکم بامر الله در سال ۴۱۱ ه‍.ق (۱۰۲۱ م) از نظرها غایب شد و پس از او چهار داعی بنیان‌گذار مذهب دروزی (از جمله حمزه بن علی) رهبری امر دعوت را به عهده داشتند و سپس رهبری دعوت به داعی پنجم بهاءالدین رسید. دروزیان جانشین الحاکم را امام نمی‌دانند بلکه او را تنها به‌عنوان خلیفه می‌پذیرند. اختلاف و فاصلهٔ مذهب دروزی با اسماعیلیه بیشتر از اینها است، چه آموزه‌های منحصر به فردی در این مذهب هست که آنرا از اسماعیلیه و اسلام جدا می‌کند، و اعتقاد به حلول خدا در جسم الحاکم بامر الله از جمله آنهاست.

## زیدیه
زیدیان اعتقادی به غیبت ندارند و نزد ایشان هر کسی که از فرزندان حسن یا حسین باشد می‌تواند به امامت برسد. امام باید در برابر ظلم و بی‌عدالتی قیام کند و به شکل ظاهر و مرئی حکومت کند و عدل را جاری سازد.